# Humberto Acevedo
Humberto Acevedo (Santa Marta, Colombia; 23 de mayo de 1997) es un futbolista colombiano. Juega como portero y su equipo actual es Deportivo Cali de la Categoría Primera A de Colombia.

## Trayectoria

### Inicios
Proveniente de una escuela de fútbol de la ciudad de Santa Marta, estuvo allí hasta el 2017 para después ser descubierto por un cazatalentos del Deportivo Cali en el 2018 que lo lleva a la ciudad de Cali para integrar las divisiones menores del club Deportivo Cali.

### Deportivo Cali
Es promovido al plantel profesional en el 2018, club con el cual hace su debut en el mismo año, tras no tener suficientes oportunidades de juego se marcha cedido por un año al Tauro Fútbol Club, club con el cual también el Deportivo Cali tiene un convenio.
Al término de su cesión, para el año 2020 regresa al conjunto azucarero, disputa varios partidos con el equipo principal, pero no tuvo suficientes oportunidades de juego con los nuevos directores técnicos.

### Tauro F. C.
Llega al club para que sumara minutos y experiencia, durante su estadía en el club panameño logra quedar campeón del Torneo Apertura 2019.

### 2021
Para el Torneo Apertura del 2021 sigue siendo convocado frecuentemente en los suplentes, disputando como titular pocos partidos, posteriormente logra quedar campeón con el club azucarero del Torneo Finalización 2021 superando al Júnior, Atlético Nacional y Deportivo Pereira en los cuadrangulares semifinales, derrotando en la final al Deportes Tolima logrando así la décima estrella para el Deportivo Cali el partido de ida y de vuelta no estuvo como titular.

### 2022
Después de haber quedado campeón y tras la eliminación de su club del Torneo Apertura 2022, de la Copa Colombia 2022 y de la Copa Libertadores 2022, disputó pocos partidos durante el año, el 30 de junio se le terminaba el contrato con el club azucarero y había sido  pretendido por dos clubes, pero rechazó las ofertas y hace renovación de contrato hasta final del 2024 después de su renovación dio una entrevista sobre su renovación y expresó que no le había dado lo suficiente al Deportivo Cali.

### Libertad F. C.
El 11 de enero de 2023 se confirma como nuevo refuerzo de Libertad Fútbol Club de Ecuador, cedido desde el Deportivo Cali por un año y con opción de compra.

## Estadísticas

### Clubes
Actualizado al último partido disputado el 10 de junio de 2023.
| Club                      | Div.          | Temporada     | Liga  | Liga  | Copas nacionales | Copas nacionales | Copas internacionales | Copas internacionales | Total | Total |
| Club                      | Div.          | Temporada     | Part. | Goles | Part.            | Goles            | Part.                 | Goles                 | Part. | Goles |
| ------------------------- | ------------- | ------------- | ----- | ----- | ---------------- | ---------------- | --------------------- | --------------------- | ----- | ----- |
| Deportivo Cali · Colombia | 1.ª           | 2017          | 0     | 0     | 0                | 0                | 0                     | 0                     | 0     | 0     |
| Deportivo Cali · Colombia | 1.ª           | 2018          | 0     | 0     | 0                | 0                | 0                     | 0                     | 0     | 0     |
| Deportivo Cali · Colombia | 1.ª           | 2019          | 0     | 0     | 0                | 0                | 0                     | 0                     | 0     | 0     |
| Tauro F. C. · Panamá      | 1.ª           | 2019          | 8     | 0     | —                | —                | 2                     | 0                     | 10    | 0     |
| Tauro F. C. · Panamá      | 1.ª           | 2020          | 8     | 0     | —                | —                | —                     | —                     | 8     | 0     |
| Tauro F. C. · Panamá      | Total club    | Total club    | 16    | 0     | 0                | 0                | 2                     | 0                     | 18    | 0     |
| Deportivo Cali · Colombia | 1.ª           | 2020          | 1     | 0     | 0                | 0                | 0                     | 0                     | 1     | 0     |
| Deportivo Cali · Colombia | 1.ª           | 2021          | 3     | 0     | 0                | 0                | 0                     | 0                     | 3     | 0     |
| Deportivo Cali · Colombia | 1.ª           | 2022          | 26    | 0     | 0                | 0                | 0                     | 0                     | 26    | 0     |
| Deportivo Cali · Colombia | Total club    | Total club    | 30    | 0     | 0                | 0                | 0                     | 0                     | 30    | 0     |
| Libertad F. C. · Ecuador  | 1.ª           | 2023          | 6     | 0     | 0                | 0                | —                     | —                     | 6     | 0     |
| Libertad F. C. · Ecuador  | Total club    | Total club    | 6     | 0     | 0                | 0                | 0                     | 0                     | 6     | 0     |
| Total carrera             | Total carrera | Total carrera | 52    | 0     | 0                | 0                | 2                     | 0                     | 54    | 0     |
| 1.                        |               |               |       |       |                  |                  |                       |                       |       |       |

## Palmarés

### Campeonatos nacionales
| Título              | Club           | País     | Año  |
| ------------------- | -------------- | -------- | ---- |
| Torneo Apertura     | Tauro F. C.    | Panamá   | 2019 |
| Torneo Finalización | Deportivo Cali | Colombia | 2021 |